# Ursulines du saint Crucifix
Les Ursulines du saint Crucifix sont une congrégation religieuse féminine enseignante et hospitalière de droit pontifical.

## Histoire
La congrégation est fondée le 2 juillet 1921 à Castellammare del Golfo par Maria Di Gregorio (it) (1885-1976), en religion Mère Marie de la Croix de Jésus Agonisant, dans le but d'œuvrer aux œuvres de miséricorde. Le nom d'Ursulines vient du fait que la fondatrice et ses premières compagnes sont membres d'un institut séculier d'ursulines.
La communauté est érigée canoniquement en congrégation de droit diocésain le 19 juillet 1930 par l'évêque de Mazara, Nicola Maria Audino (it), qui approuve le 4 mai 1932 ses constitutions empreintes de spiritualité passioniste. L'institut reçoit le décret de louange le 1er juillet 1961. 

## Activités et diffusion
Les sœurs se consacrent à l'enseignement et aux personnes âgées.
Elles sont présentes en Italie (particulièrement en Sicile), au Brésil et au Mexique.
La maison-mère est à Palerme.
En 2017, la congrégation comptait 45 sœurs dans 8 maisons.